# شورای آموزش فنی فراگیر هند
شورای آموزش فنی فراگیر هند (انگلیسی: All India Council for Technical Education)یک نهاد قانونی و یک شورای سطح ملی برای آموزش فنی تحت اداره آموزش عالی است. آیکته که در نوامبر ۱۹۴۵ تاسیس شد به عنوان یک نهاد مشورتی و بعدها در سال ۱۹۸۷ به موجب قانون پارلمان، مسیول برنامه‌ریزی مناسب و توسعه هماهنگ سیستم آموزش و پرورش فنی در هند است.
۱۰ هییت مدیره مطالعات، یعنی مطالعات یوجی در مهندسی، به آن کمک کرده‌اند. فن‌آوری پیشرفته. ، پی جی و تحقیقات در مهندسی. و فن‌آوری. مطالعات مدیریت، آموزش حرفه‌ای، آموزش فنی، آموزش دارویی، معماری، مدیریت هتل و تدارکات، فن‌آوری اطلاعات، شهرک و کشور. این مرکز فرماندهی مرکز جدید خود را در دهلی در جاده نلسون ماندلا، وازنت کونج، دهلی‌نو دارد که دفاتر رئیس، نایب‌رئیس و دبیر کل را در اختیار دارد، به علاوه چندین دفاتر منطقه‌ای در کانپور، چندی‌گر و گئون، بمبئی، بوپال, کلکته، گوآهاتی، بنگلور، حیدرآباد، چنای و تریواندروم را به همراه دارد.
در ۲۵ آوریل ۲۰۱۳، دادگاه عالی گفت: " طبق مقررات قانون آیسته و قانون کمک‌های مالی دانشگاه (یوجی سی)، شورا هیچ قدرتی ندارد که هر گونه تحریم در دانشکده‌های وابسته به دانشگاه‌ها را صادر یا اجرا کند." در پی آن، وین مجوز انتشار کتاب راهنمای فرآیند تصویب و تایید دانشکده‌های فنی از جمله مدیریت نشست ۲۰۱۶ - ۱۷ و در همه جلسات آینده را دریافت کرد.

## اهداف
طبق نظر شورای آموزش فنی هند ۱۹۸۷، آیسته دارای اختیارات قانونی برای برنامه‌ریزی، تدوین و حفظ هنجارها و استانداردها، تضمین کیفیت از طریق مجوز مدرسه، نظارت و ارزیابی، حفظ برابری گواهی‌نامه و جوایز و تضمین توسعه یکپارچه و یکپارچه و مدیریت آموزش فنی در کشور می‌باشد. به عبارت خود قانون:
برای ایجاد یک شورای بین‌المللی آموزش فنی با توجه به برنامه‌ریزی مناسب و توسعه هماهنگ سیستم آموزش فنی در سراسر کشور، ارتقا کیفی این آموزش در رابطه با رشد کمی برنامه‌ریزی‌شده و تنظیم و نگهداری صحیح استانداردها و استانداردها در سیستم آموزش فنی و برای مسائل مرتبط با آن.

## دفاتر آیسته
شامل دفاتر زیر است:
- اداره دولت الکترونیک (e)
- تایید (ab)
- دفتر برنامه‌ریزی و هماهنگی (pc) و اداره آکادمیک (acad)
- دفتر دانشگاه (ub)
- اداره مدیریت (مدیریت)
- دفتر امور مالی (پشت)
- دفتر تحقیق، نهادی و توسعه دانشکده

علاوه بر این، ۱۰ هیات مطالعاتی وجود دارند که با تکنسین، فنی، مهندسی مقطع، مهندسی و تحقیقات، معماری، شهر و کشور، برنامه‌ریزی، مدیریت، هنرهای کاربردی و صنایع دستی، مدیریت هتل‌ها و آموزش فن‌آوری غذا سروکار دارند.
برای هر دفتر، مشاور رئیس دفتر است که توسط افسران فنی و سایر کارکنان پشتیبانی می‌شود. هیات فنی چند رشته ای و کارکنان شورا به نمایندگی از ادارات دولتی، کمیسیون کمک‌های مالی دانشگاه، موسسات آموزشی و غیره به هیات نمایندگان یا قراردادی به نمایندگی از ادارات دولتی تحویل داده می‌شوند.

## افزایش موسسات تایید شده
رشد موسسات فنی در کشور
| سال     | مهندسی | مدیریت | ام سی ای | داروخانه | معماری | اچ ام سی تی | جمع  |
| ------- | ------ | ------ | -------- | -------- | ------ | ----------- | ---- |
| 2006–07 | 1511   | 1132   | 1003     | 665      | 116    | 64          | 4491 |
| 2007–08 | 1668   | 1149   | 1017     | 854      | 116    | 81          | 4885 |
| 2008–09 | 2388   | 1523   | 1095     | 1021     | 116    | 87          | 6230 |
| 2009–10 | 2972   | 1940   | 1169     | 1081     | 106    | 93          | 7361 |
| 2010–11 | 3222   | 2262   | 1198     | 1114     | 108    | 100         | 8004 |
| 2011–12 | 3393   | 2385   | 1228     | 1137     | 116    | 102         | 8361 |
| 2012–13 | 3495   | 2450   | 1241     | 1145     | 126    | 105         | 8562 |
| 2013–14 | 3384   | 2450   | 1241     | 1031     | 105    | 81          | 8562 |
| 2014–15 | 3392   | 2450   | 1241     | 1025     | 114    | 77          | 8562 |
| 2015–16 | 3364   | 2450   | 1241     | 1027     | 117    | 77          | 8562 |
| 2016–17 | 3288   | 2450   | 1241     | 1034     | 115    | 74          | 8562 |

رشد کرسی‌های در برنامه‌های مختلف در موسسات تخصصی
| سال     | مهندسی  | مدیریت | ام سی ای | داروخانه | معماری | اچ ام سی تی | جمع     |
| ------- | ------- | ------ | -------- | -------- | ------ | ----------- | ------- |
| 2005–06 | 499697  | –      | –        | 32708    | 4379   | 4435        | 541219  |
| 2006–07 | 550986  | 94704  | 56805    | 39517    | 4543   | 4242        | 750797  |
| 2007–08 | 653290  | 121867 | 70513    | 52334    | 4543   | 5275        | 907822  |
| 2008–09 | 841018  | 149555 | 73995    | 64211    | 4543   | 5794        | 1139116 |
| 2009–10 | 1071896 | 179561 | 78293    | 68537    | 4133   | 6387        | 1408807 |
| 2010–11 | 1314594 | 277811 | 87216    | 98746    | 4991   | 7393        | 1790751 |
| 2011–12 | 1485894 | 352571 | 92216    | 102746   | 5491   | 7693        | 2046611 |
| 2012–13 | 1761976 | 385008 | 100700   | 121652   | 5996   | 8401        | 2236743 |

## اصلاحات
در سال ۲۰۱۶، سه ابتکار مهم توسط آیسته انجام شد. اولی مسئولیتی بود که توسط میهارداد برای ایجاد یک سکوی موکس ملی سیوایام داده شد. دوم اینکه، راه‌اندازی یک تیم هوشمند هند در سال ۲۰۱۷، دانشجویان با استعداد درخشان دانشکده‌های فنی را به چالش کشید تا مشکلات ۵۹۸ ۲۹ اداره دولتی مختلف را حل کند. سوم نوامبر، در طی کنفرانس بازدید کنندگان از "خانه رئیس جمهور"، یکی از این دو، راه‌اندازی یک برنامه جدید برای آغاز سیاست از سوی جناب رئیس‌جمهور، در تاریخ ۱۶ نوامبر، می‌باشد. در سال ۲۰۰۹، وزیر آموزش و پرورش به‌طور رسمی قصد خود برای بستن آیسته و بدنه مربوطه را اعلام کرد. این موضوع بعداً به اصلاحات در نحوه تأیید موسسات و تأسیس هیئت ملی اعتبار (nba)به عنوان یک نهاد مستقل منجر شد.
در ۶ ژوئن ۲۰۱۷ نخست‌وزیر نارندرا نارندرا مودی اعلام کرد که آیسته همراه با کمیسیون مالی دانشگاه باید کنار گذاشته شود و یک نهاد جدید به نام "هیگ" جایگزین شود.
سازمان مقررات آموزش توانمندسازی (هیرا). این کار در تلاش برای ساده‌سازی مقررات بیش از حد که به خاطر هر دوی این نهادها وجود دارند انجام شده‌است. براساس پیش‌نویس قانون حمایت از نظرات آیوگ و دفتر نخست‌وزیر، شورای ملی آموزش معلم همچنین برنامه‌ریزی شده‌است که توسط هیرا رده‌بندی شود.